# Hermanos (película de 2024)
Frères es una película de drama francés escrito y dirigido por Olivier Casas y estrenado en 2024.

## Sinopsis
Inspirada en una historia real, la película describe el amor entre dos hermanos, Michel y Patrice, que de niños pasaron varios años solos en el bosque, tras el abandono de su madre durante el verano de 1948, viviendo así siete años de libertad en el bosque. Décadas después, Michel deja a su esposa y a sus hijos para irse al Gran Norte canadiense en busca de su hermano, que ha desaparecido. Los hermanos volverán a vivir juntos en la naturaleza salvaje.

## Elenco
- Yvan Attal: Míchel
- Mathieu Kassovitz: Patricio
- Victor Escoudé-Oury: Michel (4-7 años)
- Enzo Bonnet: Patrice (5-8 años)
- Viggo Ferreira Redier: Michel (8-11 años)
- Fernando Texier: Patrice (9-12 años)
- Alma Jodorowsky: Marielle de Robert
- Anaïs Parello: Laura
- Jean-Stan du Pac: Vicent